# Symone Speech
Symone Speech (Oak Park, 29 maggio 1997) è una pallavolista statunitense, centrale dello Schweriner.

## Carriera

### Club
Inizia la sua carriera nei tornei scolasti dell'Illinois, giocando per la Oak Park and River Forest HS, e prosegue a livello universitario con la Georgetown, con cui partecipa alla NCAA Division I dal 2015 al 2018.
Nella stagione 2019-20 firma il suo primo contratto professionistico nella Serie A1 italiana, ingaggiata dalla Millenium Brescia, mentre nella stagione seguente si trasferisce nella 1. Bundesliga tedesca, dove difende i colori del Potsdam. Nel campionato 2021-22 si accasa in un'altra compagine della massima divisione tedesca, lo Schweriner.